# Радомир Станковић (лекар)
Радомир Станковић (Чекмин, 1936) био је међу првим лекарима у ОРЛ служби.
Рођен је 1936. године у селу Чекмину. Основну школу завршио је у месту рођења, прогимназију у Печењевцу, а средњу школу у Нишу.
По завршетку средње школе радио је у Општинској санитарној инспекцији у Лесковцу до 1957 године када уписује Медицински факултет у Скопљу и завршава га 1963. године.
По завршетку факултета радио је у Здравственој станици у Печењевцу као лекар и управник Здравствене станице све до интеграције са Медицинским центром у Лесковцу. Као лекар и управник радио је на превентиви и куративи. Изводио је превентивне акције вакцинације деце, систематске прегледе школске деце и регрута и држао предавања у циљу здравственог просвећивања.
Специјализацију из Оториноларингологије је добио 1971. године и специјалистички стаж провео у Лесковцу, Нишу и Београду. Специјалистички испит положио је у Београду 1976. године. По завршетку радио је у служби најпре као шеф одељења, а у једном краћем временском периоду и као начелник службе. Као лекар се стручно перманентно усавршавао, а радио и на стручном усавршавању медицинских кадрова свих профила. Набавио је потребну опрему, операциони микроскоп и друго. Увео је нове оперативне захвате тимпанопластику и декомпресију нервус фацијалис.
Провео је на постспецијалистичком усавршавању из микрохирургије на ОРЛ клиници у Београду. 	Био је учесник више когреса и симпозијума. Објавио је преко 20 стручних радова. Звање примаријус добио је 1986. године. Био је активан у раду Подружнице у Лесковцу и у ОРЛ секцији.